# Aïn El Kerma
Aïn El Kerma (în arabă عين الكرمة) este o comună din provincia Oran, Algeria.
Populația comunei este de 7.513 locuitori (2009).